# ۱۵۶۰ (میلادی)
۱۵۶۰ (میلادی) هزارو پانصد و شصتمین سال تقویم میلادی است.

## زادگان
- ۷ اوت – الیزابت باتوری، الیزابت باتوری (د. ۱۶۱۴)
- ۱۳ دسامبر – ماکسیمیلین دو بتون، سیاست‌مدار فرانسوی (د. ۱۶۴۱)
- ۱۰ اکتبر – جیکوب آرمینیوس، الهی‌دان هلندی (د. ۱۶۰۹)
- ۳ نوامبر – آنیباله کاراچی، نقاش ایتالیایی (د. ۱۶۰۹)

## درگذشتگان
- ۱ ژانویه – یواخیم دو بله، شاعر و نویسنده فرانسوی
- ۱۹ آوریل – فیلیپ ملانشتن، ستاره‌شناس آلمانی (ز. ۱۴۹۷)
- ۲۹ سپتامبر – گوستاو یکم، شاه سوئد و بنیانگذار خاندان واسا (ز. ۱۴۹۶)